# Irim
Irim est une commune rurale située dans le département de Rambo de la province du Yatenga dans la région Nord au Burkina Faso.

## Géographie
Irim se trouve à 6 km à l'est de Rambo, le chef-lieu du département, et à environ 40 km au sud-est de la ville de Séguénéga. Le village se trouve à 5 km au sud-ouest de la route nationale 15.

## Santé et éducation
Irim accueille un centre de santé et de promotion sociale (CSPS) tandis que le centre médical avec antenne chirurgicale (CMA) se trouve à Séguénéga.
La localité possède une école primaire publique, dont la toiture a été fortement endommagée par des tempêtes hivernales en mai 2018.